# ホットスパー (コンビニエンスストア)

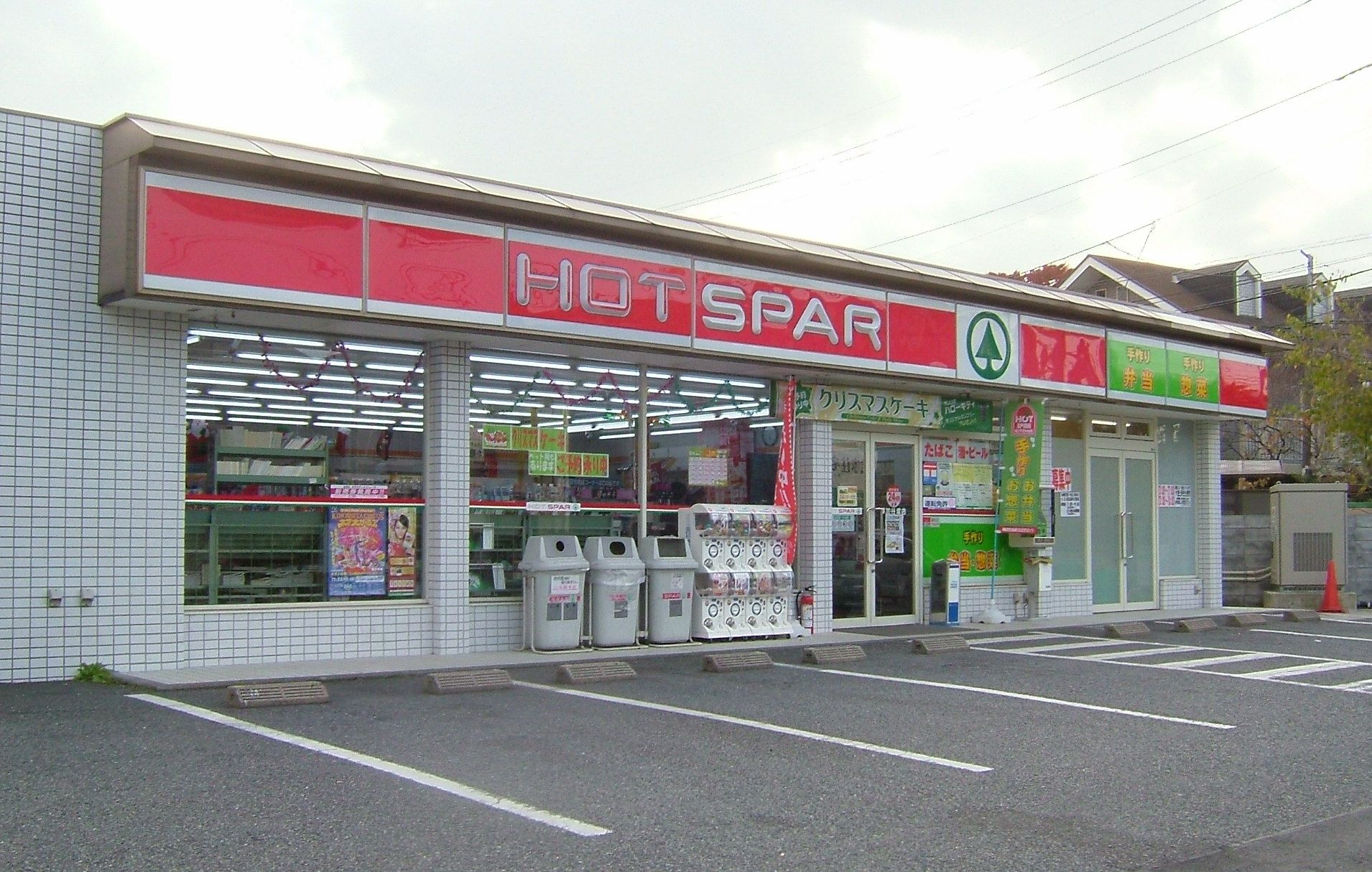
ホットスパーコンビニエンスネットワークスの店舗（ココストアイーストに転換）

ホットスパー（HOT SPAR）は、日本でかつてチェーン展開していたコンビニエンスストア。
スパーは世界最大の食品小売チェーンであり、日本においても全国各地の卸売・小売業者により地区本部が設立され、食品スーパーマーケットなどが加盟店となり「SPAR」の看板を掲げた。
1985年（昭和60年）3月に関東地域スパー本部（後のココストアイースト、現：ファミリーマート）がコンビニエンスストア業態の店舗名として「ホットスパー」の名を使い始め、他の地区本部もホットスパー店舗の運営に乗り出した。「ホットスパー」は日本独自のブランドで、日本以外のスパーは、日本のコンビニエンスストアに近い業態の店舗を「SPAR Express」などの店名で展開している。
なお、サッカーイングランド・プレミアリーグのトッテナム・ホットスパーFCとの関係はない。

## 歴史

### ホットスパーの誕生と展開
1977年（昭和52年）に発足した全日本スパーグループは、当初はボランタリー・チェーンとして、生鮮食料品を中心に扱う小型スーパーマーケット形態の店舗を展開していた。一方、サニーマート（1982年（昭和57年）に四国スパー本部としてスパー1号店を開店）、寿屋（同年に全日本スパー本部に加盟）、平和堂は、展開当初からスパーをコンビニエンスストアとして出店していた。
1985年（昭和60年）3月、関東地域スパー本部（後のココストアイースト）がコンビニエンスストア業態のホットスパー1号店を開業させ、同年11月に北陸スパー本部（現在のアルビス）が日本海酒販と共に北陸ホットスパーを設立してから、コンビニエンスストア業態の店舗はホットスパーブランドとして展開された。
1986年（昭和61年）8月に、沖縄スパー本部株式会社がコンビニエンスストア・ホットスパーの1号店を開業。1984年（昭和59年）6月に株式会社ベルセンター（ジョイスの関連会社）によって設立された東北スパー株式会社もコンビニエンスストア業態を中心に展開し、宮城地区スパー本部株式会社も同様にコンビニエンスストア業態で展開したほか、東海地域スパー本部もスーパーマーケット業態と並行してコンビニエンスストアも出店した。
1993年（平成5年）4月1日にはコンビニエンスストア47店で加盟店売上高60億円を上げた。1996年（平成8年）6月に、従来スーパーマーケット業態のみを展開してきた甲信越地域スパー本部が新たにコンビニエンスストア事業部を設け、長野県長野市に1号店を開業した。コンビニエンスストア業態で日本国内でのスパーの出店の中心的業態となり、1996年（平成8年）6月期の時点で、コンビニエンスストアは12地域本部合計2,236店（期中250店増）の78.3%を占めていた。

### 3大都市圏での弱さから店舗数の減少へ
首都圏スパー本部をカスミが買収して傘下に収めたものの、一部を除く東京圏では店舗展開があまり進まず、東京では低知名度に留まった。
中京圏でもトーカンが、ユニーやその子会社のサークルケイ・ジャパンが展開する大手コンビニエンスストアサークルKとの取引をメインとしており、その子会社を通じてつくった関係から、1993年（平成5年）9月期末時点で48店舗に留まっていた。
大阪地区スパー本部は、ホットスパーの展開を行わなかった。以上が要因となり3大都市圏の店舗展開で、ファミリーマートやセブン-イレブンなどの大手チェーンに大きく差をつけられた。

### カスミコンビニエンスネットワークの訴訟問題から店舗数の減少へ
中核企業であったカスミコンビニエンスネットワークが加盟店オーナーから起こされた訴訟の影響で、1996年（平成8年）当時上場していたコンビニエンスストア4社中唯一、上期の店舗の増加数が前年実績を下回った。1995年（平成7年）時点で約770店舗のうち約500店舗と店舗数の大半を占めていた旧ボランタリーチェーン契約店を中心とした既存店に多大な影響を及ぼし、同期のチェーン全店の売上利益は共に微増に留まることになった。1998年（平成10年）2月期決算で既存店売上が約2.7%の減少。閉店数が新規出店を上回る事態となり、店舗数も844店舗へ純減。約1.52億円の最終損失となって設立以来初の赤字に転じる状況に陥った。
翌年度1999年（平成11年）2月期も大手コンビニエンスストアチェーンの店舗開発が、カスミコンビニエンスネットワークの地盤である茨城県を含む北関東へ広がってきた影響を受け、不採算店153店舗の閉鎖に追い込まれるなど、店舗数の純減が続いた。そのため約70.71億円の最終損失という大幅な赤字で2期連続の赤字となった
2000年（平成12年）6月20日、九州地域スパー本部を傘下に持つ九州コンビニエンスシステムズがココストアと業務提携を行い、同年に不採算店25店を閉店した。その他の本部でも他チェーンとの競合などで不採算となった店舗が閉鎖されて店舗数が減少に転じた。

### グループからの離脱や営業譲渡の広がり
2000年（平成12年）3月にアルビスが北陸ホットスパーの全株式を日本海酒販へ譲渡したことを皮切りに、グループからの離脱が広がった。
サニーマートが2001年（平成13年）3月に離脱してスリーエフへと転換する方針を発表した。同月には盛田グループのココストアがカスミグループの所有する約46.29%を含むカスミコンビニエンスネットワークの全株式を公開買付 (TOB) で取得し、資本・業務提携して傘下に入ることが発表され、同年6月18日には壽屋が保有する九州コンビニエンスシステムズの株式85.7%が、同じ壽屋傘下のコトブキヤコンビニエンスシステムズの全株式と共にココストアに譲渡されて同社の傘下に入るなど、2社が相次いで当グループとココストアの2つのチェーンに重複して傘下となった。
2002年（平成14年）2月に宮城地区スパー本部株式会社から株式会社ホットスパーコンビニエンスネットワークスにコンビニエンスストア事業が営業譲受され、同様にココストア系列となり、東海地域スパー本部株式会社がコンビニエンスストア事業から撤退するなど、チェーンの再編は続いた。
2004年（平成16年）2月1日、エブリワンが九州地域スパー本部を吸収して独立した企業でなくなった。また同年10月22日には岩手県を中心にホットスパー131店を展開していたベルセンターが、コンビニエンス事業をローソンに営業譲渡して店舗をローソンに転換することで合意して撤退。11月に日本海酒販が北陸ホットスパーの全株式をチックタックシステムズと同時にポプラへ譲渡して撤退するなど、再編に伴い店舗数が減少した。
2005年（平成17年）、買収したポプラが店舗をポプラに転換して、12月13日に北陸ホットスパーを同社に吸収合併した。エブリワンはココストアとエリアフランチャイズ契約を結び、2002年（平成14年）に直営22店FC125店で加盟店売上高220億円を上げていた九州地域スパー本部のホットスパーの店舗は、2005年（平成17年）5月2日から5月26日までの期間で残る87店全てをココストアへ転換し、新たに買収されなかったもののホットスパーの店舗数減少はさらに進んだ。

### グループの終焉
グループの中核企業であったホットスパーコンビニエンスネットワークスが、2007年（平成19年）11月14日に店舗名を全てココストアに変更する方針を発表し、同月29日に新規出店したココストア竜ケ崎川原代店から店舗名の切り替えを始め、2008年（平成20年）2月～3月の2ヵ月間で既存店419店舗の内外装もココストアに切り替えた。また、全日本スパー本部から脱会して6月に社名も株式会社ココストアイーストへ変更した。
2008年（平成20年）11月末で、全日本スパー本部は国際スパー本部との契約を解消し、2009年（平成21年）2月末の総会で清算した。国際スパー本部と直接契約を継続することになった北海道スパーを除き、他の各地区本部はスパー事業から撤退して日本のスパー事業は事実上終了した。北海道スパーはホットスパーではないため、国際スパー本部傘下のホットスパーは消滅した。

## かつての主な運営統括会社

### ホットスパーコンビニエンスネットワークス
2008年（平成20年）3月まで関東・東北・静岡・沖縄（2003年（平成15年）までに開店した店舗）の地域に出店していた。
2008年（平成20年）2月 - 3月末に既存店全店舗をココストアへ転換。
- 関東

1977年（昭和52年）12月1日にカスミにより茨城県地区スパー本部株式会社が設立。1980年（昭和55年）5月に関東地域スパー本部株式会社に、1991年（平成3年）9月にカスミコンビニエンスネットワークスに商号変更。2001年（平成13年）3月にココストア傘下になったことに伴って同年7月1日にホットスパーコンビニエンスネットワークスに商号変更した。関東には、1983年（昭和58年）に忠実屋が設立した首都圏地域スパー本部株式会社もあったが、1989年（平成元年）7月に関東地域スパー本部株式会社の子会社となり、1993年（平成5年）3月に営業権を同社に譲渡している。一部店舗ではNTTドコモのiDが利用できる。
- 長野県

1977年（昭和52年）にマルイチ産商系列の運営会社・長野県地区スパー本部株式会社発足。
1984年（昭和59年）に甲信越地域スパー本部株式会社に商号変更し、1996年（平成8年）6月に新たにコンビニエンスストア事業部を設けて1号店を開店したが、翌年1997年（平成9年）7月28日にコンビニエンスストア事業を営業譲渡されて株式会社甲信ホットスパーを設立して事業を引継いだがその後撤退した。
- 宮城県

1986年（昭和61年）に、宮城地区スパー本部株式会社設立（前身は石巻を中心に展開していたコンビニの「エイトテン」）。2002年（平成14年）2月にホットスパーコンビニエンスネットワークスに営業譲渡。
- 沖縄県

1985年（昭和60年）に沖縄スパー本部株式会社が設立される。1989年（平成元年）2月に関東地域スパー本部の子会社となった後、1993年（平成5年）3月にカスミコンビニエンスネットワークスに吸収合併されている。

### エブリワン
同社は現在はココストアイーストと同じココストアCVSグループである。
- 九州

1981年（昭和56年）に、九州地域スパー本部株式会社設立。
1999年（平成11年）8月に株式会社コトブキヤ・コンビニエンスシステムズや株式会社リョーユーチェーンサポートシステム（現・ココストアリテール）と統合する目的で九州コンビニエンスシステムズ株式会社を設立。
2001年（平成13年）6月18日にコトブキヤ・コンビニエンスシステムズはココストアの傘下となり7月には株式会社エブリワン（現・株式会社ココストアウエスト）に商号を変更した。のち、2004年（平成16年）2月1日に九州地域スパー本部は同じココストア系列となったエブリワンに吸収合併される。
2005年（平成17年）5月2日から5月26日までの期間でココストアに転換。
- 沖縄県

2004年（平成16年）にホットスパーコンビニエンスネットワークスと沖縄地区エリアフランチャイズ契約を結び、以後は沖縄県での新店開発を任されていた。
エリアフランチャイズ契約先であるホットスパーコンビニエンスネットワークスが「ココストア」にブランド統一し、社名もココストアイーストとなった。これに伴いエブリワンが運営する店舗も「ココストア」にブランド変更された。

### 東北スパー
- 岩手県・青森県・秋田県・山形県

岩手県の食品卸「ベルセンター」系列の運営会社・東北スパー株式会社が、1984年（昭和59年）6月に設立し展開。
2004年（平成16年）10月にコンビニエンス事業をローソンに営業譲渡し、店舗は一部を除きローソンに転換。

### 東近畿地域スパー本部
1982年（昭和57年）に平和堂が加盟して翌年に東近畿地域スパー本部を設立して京都府、滋賀県、福井県の3府県で出店していた。
2001年（平成13年）5月11日にファミリーマートへ営業権を譲渡することで基本合意したと発表し、8月末までに譲渡を完了して撤退した。

### 北陸ホットスパー
1968年（昭和43年）12月設立の北陸チューリップチェーン株式会社が、1978年（昭和53年）9月に富山県地区スパー本部株式会社となり、1985年（昭和60年）7月に北陸スパー本部株式会社へ商号を変更した。
同社が1985年（昭和60年）11月にコンビニエンスストア運営の北陸ホットスパー株式会社を設立し、同年のうちに富山市内に1号店がオープンし、以降富山県で店舗を展開していた。親会社の北陸スパー本部は1992年（平成4年）4月にアルビスに商号を変更した。
2000年（平成12年）1月、アルビスと日本海酒販の共同出資により持株会社の北陸シーストア・システムズが設立され、日本海酒販の子会社で、チックタックを運営していた株式会社チックタックシステムズとともに、その子会社となった。
2004年（平成16年）11月12日に、チックタックシステムズと北陸ホットスパーの株式がポプラへ譲渡された。その後2005年3月以降ポプラに店舗転換し、2005年（平成17年）12月13日付で同社に吸収合併された（全事業を吸収し、法人自体は合併せず清算。ポプラが近年行う吸収合併はこの方式が多い）。

### 広島県東部地区スパー本部
1977年（昭和52年）に設立された株式会社桑宗の系列会社の広島県東部地区スパー本部が、2005年（平成17年）時点で広島県福山市、尾道市、世羅郡世羅町に展開していた。店名はホットスパーだが、業態はスパーに近かった。スパーから脱退ののちに、株式会社チューリップチェーン本部（桑宗）に転換した。

### 四国スパー本部
高知県内最大手のスーパーサニーマートがフランチャイズ契約を結んで1982年（昭和57年）から店舗を展開し、当時高知県内では全国展開をしている唯一のコンビニであった。
1997年（平成9年）にローソンが進出して顧客を奪われ苦戦が続き、2001年（平成13年）3月14日にスリーエフと提携し、スパー出店を中止して直営店の全店とフランチャイズ店のほとんどをスリーエフへと転換し、2015年にはローソンへ再転換した。

### 北海道スパー
北海道ではその後も「北海道スパー」が（ホットスパーではない）スパーの営業を継続したものの、2016年にスパーへの加盟を終了し店舗名の「スパー」の利用も終了した。セイコーフレッシュフーズ#北海道スパーを参照。